# Rose-Rosahl-Fall
Der in der Strafrechtswissenschaft intensiv diskutierte Rose-Rosahl-Fall beruht auf einer Entscheidung des preußischen Obertribunals von 1859, die in Goltdammer’s Archiv für Strafrecht abgedruckt ist. Er behandelt die rechtliche Problematik des erroris in persona, besonders im Kontext eines Auftragsmordes und die straftätliche Schuld des Auftraggebers.

## Sachverhalt

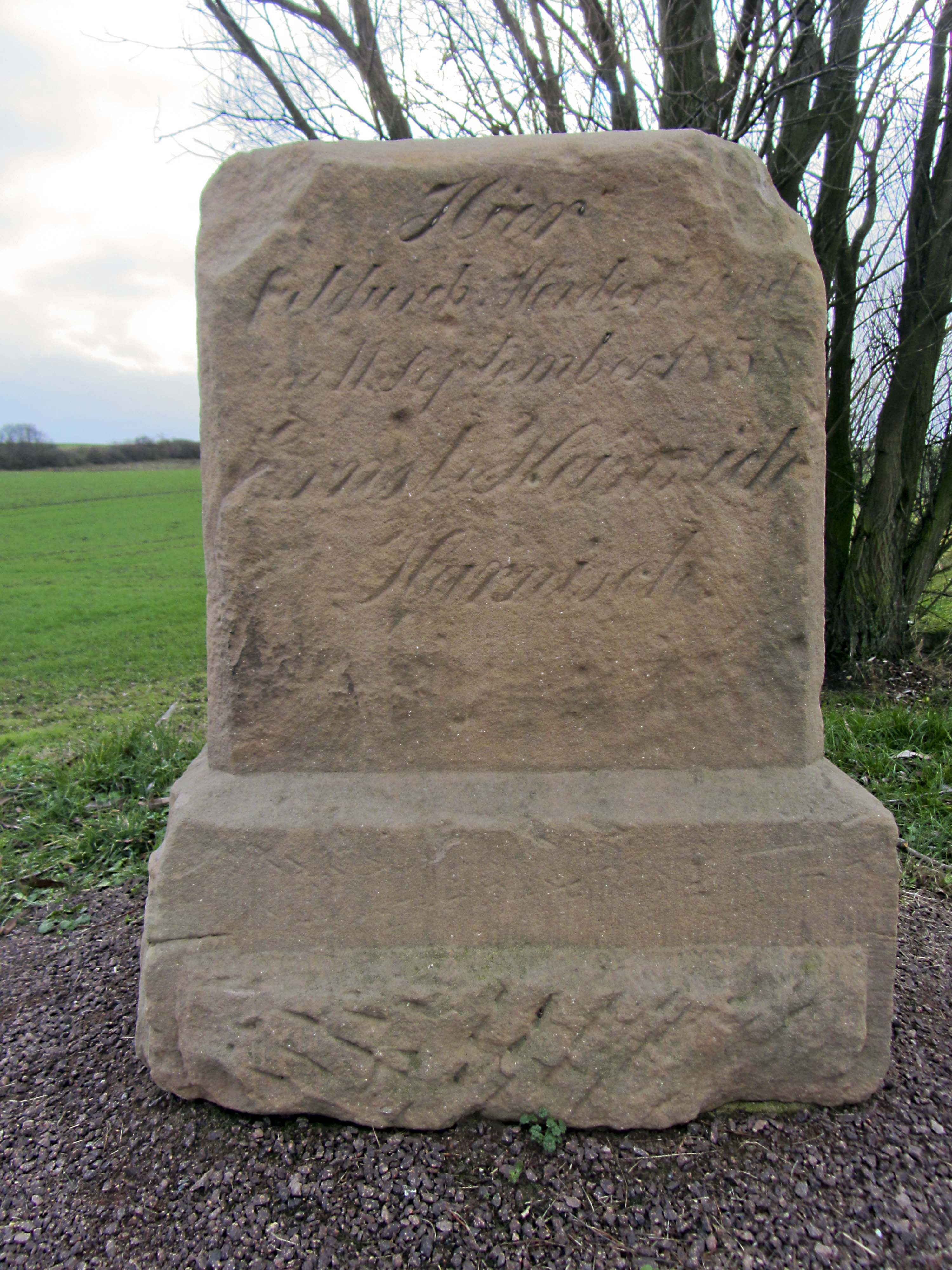
Blutstein bei Lieskau

Der Holzhändler Rosahl aus Schiepzig versprach dem Arbeiter Rose, ihn reichlich zu belohnen, wenn er den Zimmermann Schliebe aus Lieskau erschieße. Rose legte sich daraufhin am 11. September 1858 gegen 20 Uhr zwischen Lieskau und Schiepzig in der Nähe von Halle in den Hinterhalt, um Schliebe, den er genau kannte, aufzulauern. In der Dämmerung sah er einen Mann des Weges daherkommen, den er für Schliebe hielt. In Wirklichkeit war es der 17-jährige Gymnasiast und Kantorssohn Ernst Heinrich Harnisch. Rose schoss Harnisch mit einer Schrotladung nieder und tötete ihn dann durch Schläge mit dem Gewehrkolben. An der Stelle des Mordes findet sich heute ein Gedenkstein, der Blutstein bei Lieskau.

## Problematik
Fraglich ist, wie der Irrtum des unmittelbaren Täters Rose über die Person seines Opfers zu beurteilen ist, also ob er wegen Mordes an Harnisch oder wegen fahrlässiger Tötung von Harnisch und versuchten Mordes an Schliebe zu bestrafen ist. Aus der Sicht des unmittelbaren Täters Rose handelt es sich um einen Irrtum über die Person des Opfers (lat.: error in persona).
Das Problem, für das der Rose-Rosahl-Fall prototypisch ist, liegt in den Auswirkungen des Irrtums des Täters (Rose) auf die Strafbarkeit des Anstifters (Rosahl). Denn es lässt sich argumentieren, aus dessen Sicht liege lediglich ein Fehlgehen des Tatmittels (lat.: aberratio ictus) vor.

## Entscheidung des preußischen Obertribunals
Der Schwurgerichtshof zu Halle verurteilte Rose am 19. Februar 1859 wegen Mordes an Harnisch zum Tode. Der Irrtum über die Identität des Opfers, der error in persona schließe den Vorsatz nicht aus. Rosahl wurde wegen Anstiftung zum Mord an Harnisch ebenfalls zum Tode verurteilt. Nach Auffassung des Gerichts war der error in persona des Täters für den Anstifter ebenso unbeachtlich. Das Preußische Obertribunal billigte am 5. Mai 1859 als Beschwerdegericht die Verurteilungen.
Am 5. Februar 1860 wurden Rose und Rosahl vom damaligen Prinzregenten (ab 1861 als Wilhelm I. König von Preußen) in Halle „im Wege der Begnadigung mit lebenswieriger Zuchthausstrafe belegt“.

## Beurteilung
Die Entscheidung des Preußischen Obertribunals gehörte schon bald zu den stets neu und kontrovers diskutierten Problemen der Allgemeinen Strafrechtslehre.

### Meinungen der Rechtswissenschaft
Die Beurteilung der Auswirkung des erroris in persona des Haupttäters für den Anstifter ist heute umstritten. Die einen verneinen den Vorsatz des Anstifters, da ein von seiner Vorstellung abweichender Kausalverlauf (sog. aberratio ictus) vorliegt, andere entscheiden weiterhin wie seinerzeit das Obertribunal.
Wolfgang Mitsch, Hermann Blei, Günther Jakobs, Georg Küpper und andere vertreten die Wesentlichkeitstheorie: der Irrtum sei beachtlich, wenn es eine wesentliche Abweichung vom Vorsatz gibt.

### Hoferbenfall
Fast eineinhalb Jahrhunderte nach der Entscheidung des Preußischen Obertribunals hatte der Bundesgerichtshof die klassische Konstellation im Jahre 1990 zu entscheiden. Der Sachverhalt dieses sogenannten Hoferbenfalls war:

„Der Angeklagte hatte sich entschlossen, Karl-Friedrich M. – seinen Sohn aus erster Ehe und Hoferben – zu töten. Es gelang ihm, den Mitangeklagten St. gegen das Versprechen einer Geldsumme für die Tötung zu gewinnen; er selbst fühlte sich als Vater außerstande, die Tat zu begehen. St. sollte Karl-Friedrich M. im Pferdestall töten, den dieser bei seiner Heimkehr regelmäßig durchquerte; das nähere Vorgehen war ihm überlassen. St. begab sich darauf am 25. November 1985 zum Hof des Angeklagten und in den Pferdestall. St. wartete sodann in dem Stall auf das Erscheinen des Opfers. Es war dunkel, eine gewisse Helligkeit wurde lediglich dadurch erzeugt, dass Schnee lag. Gegen 19.00 Uhr betrat Bernd Sch., ein Nachbar, den Hof und öffnete die Stalltür. Er ähnelte Karl-Friedrich M. in der Statur und führte in der Hand eine Tüte mit sich, wie dies auch M. zu tun pflegte. St. nahm deshalb an, Karl-Friedrich M. vor sich zu haben und erschoss den nichtsahnenden Sch. aus kurzer Entfernung.“

Das Landgericht Bielefeld verurteilte den Vater nur wegen versuchter Anstiftung zum Mord und entschied somit gegen die Rechtsprechung des Preußischen Obertribunals.
Der 4. Strafsenat des Bundesgerichtshofs hat in seinem Urteil vom 25. Oktober 1990 das Urteil der Vorinstanz teilweise aufgehoben und entschieden, dass der Irrtum des Täters über die Person des Tatopfers für den Anstifter unbeachtlich ist, da die Verwechslung des Opfers durch den Täter innerhalb der Grenzen des nach allgemeiner Lebenserfahrung Voraussehbaren liegt. Damit folgt die moderne höchstrichterliche Rechtsprechung im Wesentlichen der im Fall Rose-Rosahl vorgezeichneten Linie des Preußischen Obertribunals, dessen Entscheidung der Bundesgerichtshof ausdrücklich anführt.